# 關兆倫
關兆倫（英語：Kwan Siu-Lun，1981年2月28日—），香港民主派人士，註冊建築師，地區組織紅土家成員，思政築覺創始人及建測規園界選委名單「CoVision」召集人，現任「建築、測量、都市規劃及園境界」選舉委員會成員。關兆倫一直積極參與業界及社區工作，曾任香港建築師學會理事，亦曾於2019年代表紅土家競逐九龍城區議會席位，並獲民主派區選聯盟支持參選。現為2020年香港立法會選舉（建築、測量、都市規劃及園境界功能界別）民主派參選人，其競選口號為「沒路建路，存一點光」（When there is no road, we build. When there is no light, we shine.)

## 生平
關兆倫生於香港，已婚，育有一女。2000年畢業於聖保羅男女中學，先後於2003年和2006年獲得香港大學建築學文學士和建築學碩士學位。
關兆倫於2008年成為註冊建築師和香港建築師學會成員。關兆倫一直從事建築專業，曾在多間本地的建築師事務所工作，現於港鐵公司發展部任職工程經理。他在2010年和2012年先後成為認可人士（AP, Authorized Person）和註冊檢驗人員（RI, Registered Inspector）。關兆倫自2019年起名列香港建築師學會審裁員名單（HKIA List of Adjudicators）。
關兆倫積極參與專業界別內的社區服務項目。在2015年，關兆倫參與香港建築師學會的「建築師社區項目基金2015」，其項目「築光社區」榮獲得該年基金的得獎項目，並於2016年開展，與社會房屋「光屋」住戶共同設計及改善生活空間。關兆倫亦因此項目獲得2016 專業志願服務認證計劃領袖認可狀 (Grand Leadship Award, Professional Volunteer Service Accredication Programme) 。
在2016年，關兆倫成為香港建築師學會青年會員事務委員會成員，並在2017至18年出任香港建築師學會理事，參與內務事務部及本地事務部的工作，並出任出版委員會主席。

## 公共服務

### 專業參政
面對2015年政制改革，關兆倫與一班年輕建築界別人士組成思政築覺，聯同法政匯思、杏林覺醒等專業團體，反對「袋住先」方案，並收集業界人士的意見及市民簽名向政府反映。其後，思政築覺一直關注本地社會政策及發表專業意見，例如在鉛水事件中，向政府提供改善供水系統工程監察的建議。

### 社區服務
關兆倫亦在其所成長的紅磡推動社區服務，包括在2016年聯同海逸豪園的住戶聯盟，反對中華電力改建海逸坊商場成為中電總部的計劃，最後聯盟成功爭取保留商場公共空間令居民可繼續使用。此外他亦協助區內居民跟進樓宇滲水問題、處理光污染投訴、舉辦大廈維修和防止圍標講座等。在2018年，他聯同九龍城區議會區議員鄺葆賢於黃埔區舉辦海濱規劃工作坊，實踐與民共議，並將集合自街坊的意念整理提交九龍城區議會。

### 當選選委
2016年立法會選舉，關兆倫為姚松炎助選，成功促成民主派首次取得建築、測量、都市規劃及園境界的立法會議席。同年，關兆倫成為建測規園界組織「CoVision」的召集人，以落實雙普選為目標在12月的特首選委選舉中，聯同「CoVision」及其他民主派團隊，成功取得建測規園界別絕大部份的選委席次，而「CoVision」16位參選人全數當選。

### 參選區議會

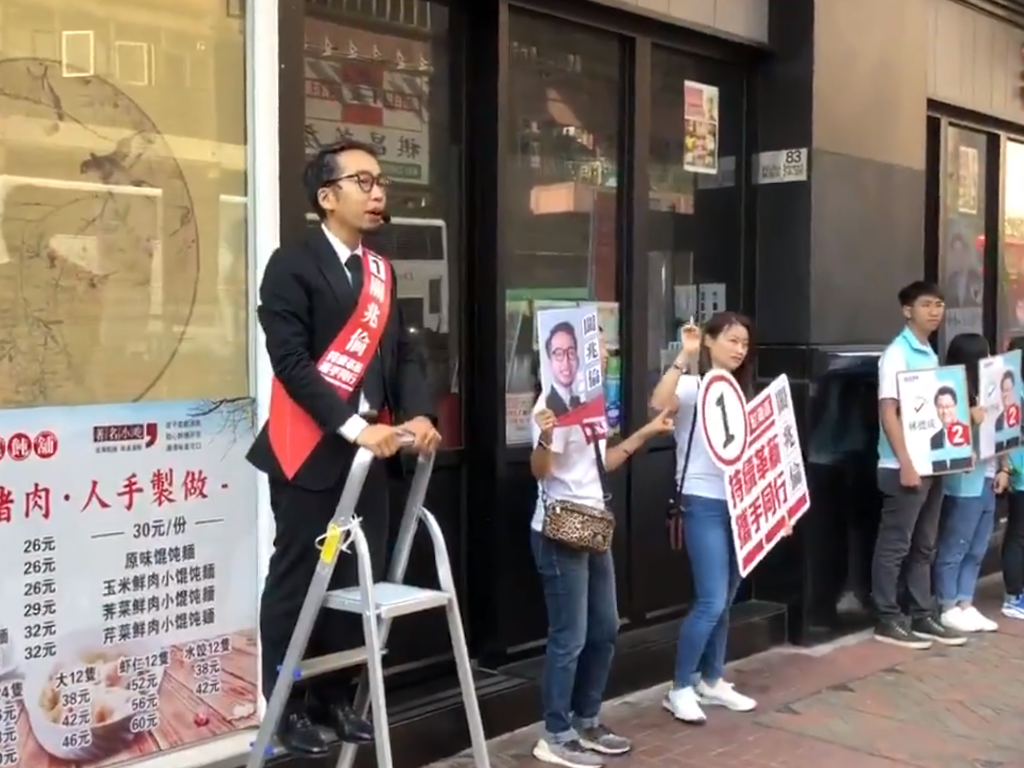
建築師關兆倫在紅磡參選，對手為民建聯林德成

在2019年，關兆倫參與2019年香港區議會選舉，與胞兄中醫界選委關家倫及九龍城區議會黃埔西區議員鄺葆賢醫師組成「紅磡黃埔專業團隊」，挑戰立法會議員梁美芬的接班人經民聯李超宇。關兆倫競逐九龍城紅磡選區議席，選舉政綱包括有關注紅磡當區的樓宇安全、改善當區交通及衛生、提升議會的居民參與度、以及爭取雙真普選等。，最終關以以1,524票，少於林德成的1,779票而落敗。
| 選區 | 編號 | 政黨   | 候選人         | 票數（百分比） |
| ---- | ---- | ------ | -------------- | -------------- |
| 紅磡 | 1    | 紅土家 | 關兆倫         | 1524 (46.14%)  |
| 紅磡 | 2    | 民建聯 | 林德成（當選） | 1779 (53.86%)  |

### 參選2020立法會選舉
2020年7月19日，關兆倫召開記者會宣佈參選2020年香港立法會選舉功能組別（建築、測量、都市規劃及園境界）。
關兆倫的競選口號為「沒路建路，存一點光」（When there is no road, we build. When there is no light, we shine.)

## 簡歷

### 專業資格
- 2008年 註冊建築師和香港建築師學會成員
- 2010年 認可人士（AP, Authorized Person）
- 2012年 註冊檢驗人員（RI, Registered Inspector）
- 2019年 香港建築師學會審裁員名單（HKIA List of Adjudicators）

### 公共參與
- 2015年 思政築覺創始人
- 2016年 「建築、測量、都市規劃及園境界」選委名單「CoVision 」召集人
- 2017年 「建築、測量、都市規劃及園境界」選舉委員會委員成員
- 2017至18年 香港建築師學會理事
- 2017至19年 屋宇署樓宇安全貸款計劃審批委員會成員
- 2019年 紅磡黃埔社區專業團隊

### 獎項
- 2011 蓮塘香園圍口岸聯檢大樓概念設計比賽嘉許獎

## 外部連結
- 關兆倫的Facebook專頁